# Ton Roosendaal
Ton Roosendaal   (Països Baixos, 20 de març de 1960)  és un desenvolupador de programari neerlandès, president de la Fundació Blender i desenvolupador principal del programa gratuït de modelatge 3D Blender. També és el productor d'Elephants Dream, Big Buck Bunny, Sintel, Tears of Steel i Cosmos Laundromat: First Cycle, quatre curtmetratges generats per ordinador creats principalment amb programari lliure.
El maig de 2005, Roosendaal va anunciar el Projecte Taronja, que va donar lloc a la pel·lícula Elephants Dream el 24 de març de 2006. Va ser productor d'aquest projecte, així com del posterior Peach Project. El projecte cinematogràfic de la Blender Foundation, Durian, també va ser produït per Ton Roosendaal. La pel·lícula es va estrenar el 27 de setembre de 2010 al Festival de Cinema dels Països Baixos.
El juliol de 2009, Roosendaal va rebre un doctorat honoris causa de la Facultat de Negocis i Dret de la Universitat Metropolitana de Leeds a Leeds, Anglaterra.